# Estadi Municipal de Riazor
L'Estadi Municipal de Riazor (Abanca-Riazor per motius de patrocini) és un camp de futbol de la ciutat de la Corunya, a Galícia, situat a la vora de la platja de Riazor. És propietat de l'Ajuntament de la ciutat. El Real Club Deportivo de La Coruña hi disputa els partits com a local.
Té una capacitat de 32.600 espectadors i unes dimensions de 105 × 68m. Va ser inaugurat el 28 d'octubre de 1944, amb un partit contra el València Club de Futbol i va finalitzar amb una derrota del Deportivo per 2-3.

## Història
Tot i que a les proximitats de l'actual Riazor hi jugava habitualment el Deportivo des de 1909, fins al 1944 l'equip corunyès no va tenir un estadi propi, amb graderies, vestidors i altres instal·lacions. Es va inaugurar el nou terreny de joc el 28 d'octubre d'aquell any, amb un Deportivo-València que va acabar amb resultat 2-3 favorable als valencians.
La gran capacitat de l'estadi, que podia acollir més de 60.000 espectadors dempeus, va permetre organitzar-hi partits internacionals. El primer va ser entre les seleccions d'Espanya i Portugal, celebrat el 6 de maig de 1945 amb resultat de 4-2 a favor de la selecció espanyola. De la mateixa manera, també s'hi podien organitzar finals de torneigs oficials. La primera va ser la final de la Copa del Rei de la temporada 1946-47, que va enfrontar el Reial Madrid amb l'Espanyol (2-0).

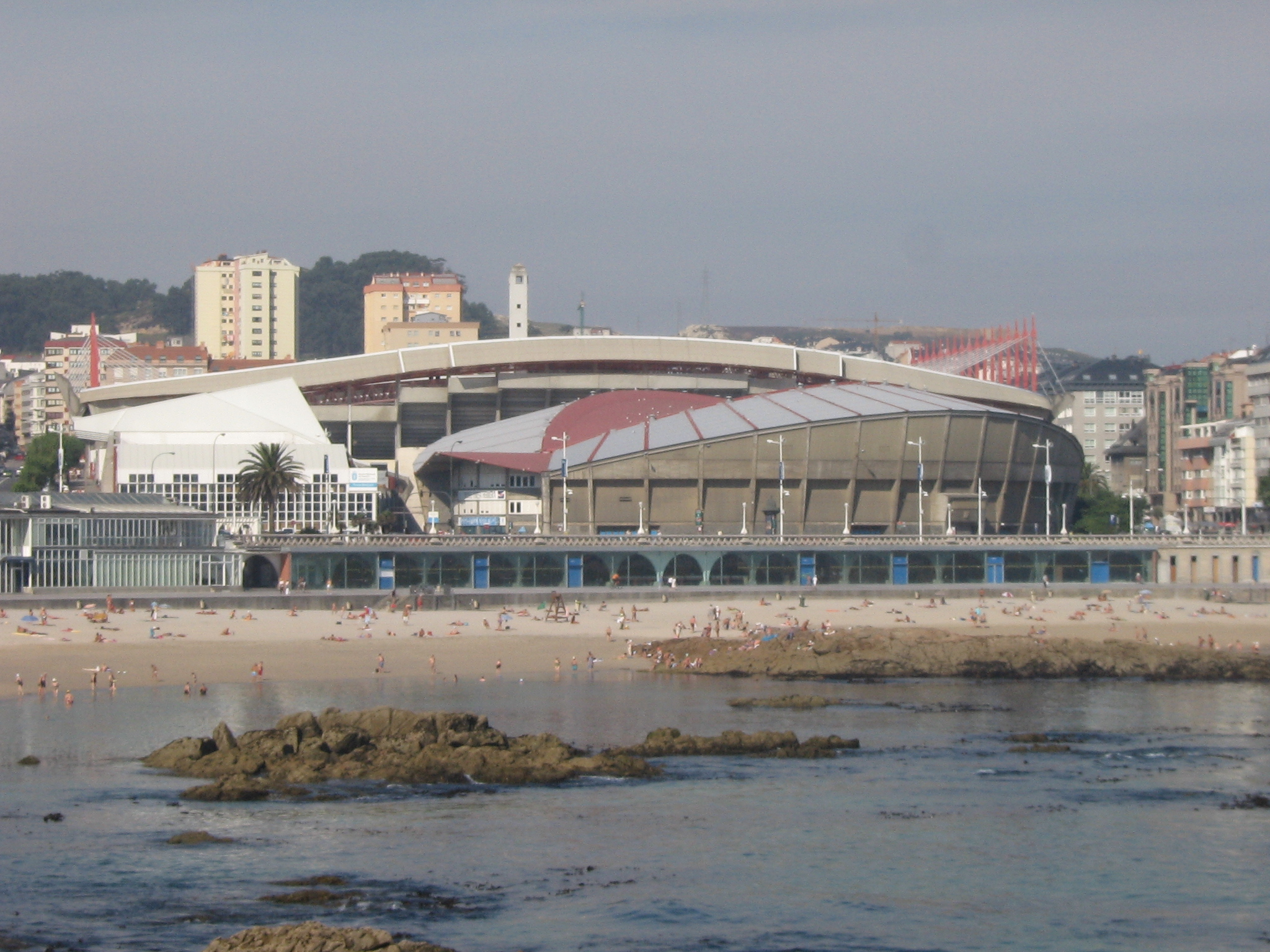
Vista exterior de l'estadi

Això no obstant, la gran capacitat del camp i les pistes d'atletisme que el rodejaven feien de Riazor un estadi fred, que mai no s'omplia. Amb motiu del Mundial de futbol de 1982 a Espanya, aquests problemes es van resoldre, en part, amb remodelacions perquè el camp pogués acollir partits d'alta competició. La capacitat de l'estadi es va reduir a 29.000 localitats, aforament amb el qual va albergar tres partits de la primera ronda del Mundial.
A la temporada 1995-96, coincidint amb l'inici del Deportivo a les competicions europees, Riazor va sofrir una nova remodelació amb la finalitat de tancar el recinte pels quatre costats, com que fins llavors tenia forma de ferradura. Després d'aquesta obra, l'estadi va perdre les pistes d'atletisme i va augmentar fins a les 34.600 localitats actuals.
Amb el ressorgiment de la Selecció gallega de futbol a principi del segle xxi, l'estadi de Riazor es va convertir també en escenari d'alguns partits de la Irmandiña, acollint els enfrontaments de 2006, 2008 i 2016 contra l'Equador, l'Iran i Veneçuela, respectivament.

## Projecte de nou estadi
L'any 2003 el president Augusto César Lendoiro va presentar una maqueta del nou estadi de Riazor dissenyat pel prestigiós arquitecte nord-americà Peter Eisenman. El president va declarar que seria un estadi de cinc estrelles amb capacitat per a 36.000 espectadors. El projecte en preveia la construcció a sobre de l'actual estadi, però les males relacions entre el club i l'ajuntament, així com l'alt cost, van fer que el projecte quedés aparcat.
Uns anys més tard, el 2008, a causa de la candidatura conjunta de les federacions espanyola i portuguesa de futbol per ser la seu oficial del Mundial de Futbol de 2018, les reivindicacions per a la construcció d'un nou estadi a la Corunya van créixer. El Deportivo i l'Ajuntament van presentar tota la documentació necessària per a convertir la ciutat en una de les seus del campionat (va ser, de fet, la primera ciutat a fer-ho) i van rebre el suport no només del mateix Ajuntament, sinó també d'altres institucions com la Diputació de la Corunya i la Xunta de Galícia. Riazor no complia amb alguns requisits per a ser seu del Mundial, com ara la capacitat, i això comprometia les institucions a remodelar l'estadi actual, o bé a construir un nou estadi com reivindicava Lendoiro en els últims anys.
El 18 de març de 2010, l'Ajuntament de la Corunya va presentar el projecte de reforma, en el cas que la ciutat fos escollida com a seu per al Mundial de futbol de 2018 o 2022. El nou estadi tindria una capacitat de 45.000 espectadors i es remodelaria la zona més propera, inclòs el soterrament dels carrers circumdants, per crear així una nova àrea de lleure a la ciutat. El cost del projecte es va estimar en 170 milions d'euros, amb un termini d'execució d'un any.